# Sébastien Castro
Pour les articles homonymes, voir Castro.
Sébastien Castro est un comédien et auteur français. 

## Biographie
Il joue beaucoup au théâtre, principalement dans des comédies.
En 2008, il remporte le Prix Raimu de la Révélation Théâtrale pour Le Comique de Pierre Palmade. En 2009, il est nommé aux Molières dans la catégorie Molière du comédien dans un second rôle. En 2019, il est à nouveau nommé aux Molières pour son interprétation dans Le Prénom au Théâtre Edouard VII.
Il joue la première Pièce dont il est l'auteur, "J'ai envie de toi", au théâtre Fontaine en 2019 pour laquelle il est nommé aux Molières en tant que meilleur comédien ; la pièce est nommée en tant que meilleure comédie. En 2022, il joue la pièce "Une idée géniale" dont il est l'auteur. La pièce remporte deux Molières en 2023 : Celui de la meilleure comédie et celui de la meilleure comédienne dans un second rôle pour Agnès Boury.
Il est aussi metteur en scène et producteur de théâtre
Il a tourné au cinéma dans une vingtaine de films et à la télévision dans une multitude de programmes courts dont « La petite histoire de France » qui l’a fait connaître du grand public et dans laquelle il joue le rôle de l’Abbé Martin.

## Théâtre

### Comédien
- 1998 : La Rioule de Jean-Marie Piemme, mise en scène de Guy Touraille et Anne-Marie Jan
- 1999 : Une fille ça va, trois filles bonjour les dégâts de Maguy Solomon, mise en scène de Maguy Solomon, Comédie de Paris
- 1999 : De Gaulle, celui qui a dit « non », mise en scène de Robert Hossein, Palais des sports de Paris
- 2000 : Tailleur pour dames de Georges Feydeau, mise en scène de Jean-Paul Bazziconi, théâtre Les Trois bornes
- 2000 : Jésus, la résurrection, mise en scène de Robert Hossein, Palais des sports de Paris
- 2000 : Comment devenir une mère juive en 10 leçons de Paul Fuks, mise en scène de Jean-Paul Bazziconi, Mélo d'Amélie puis théâtre d'Edgar, Rive gauche, comédie Caumartin
- 2002 : L'Avare de Molière, mise en scène de Jean-Luc Moreau, tournée
- 2003 : Le Vison voyageur de Ray Cooney et John Chapman, mise en scène Éric Hénon, théâtre Mélo d'Amélie
- 2004 : Le Vison voyageur de Ray Cooney et John Chapman, mise en scène Éric Hénon, Comédie Bastille
- 2004 : Folle Amanda de Barillet et Grédy, mise en scène de Guillaume Bouchède et Sébastien Castro
- 2005 : Adieu Berthe ! de Francis Blanche et Albert Husson, mise en scène de Jean-Philippe Weiss
- 2005 : Le Vison voyageur de Ray Cooney et John Chapman, mise en scène Éric Hénon, théâtre Daunou
- 2005 : Un fil à la patte de Georges Feydeau, mise en scène de Guillaume Bouchède et Florence Savignat, théâtre du Nord-Ouest
- 2006 : Célibataires de Rodolphe Sand et David Talbot, mise en scène Rodolphe Sand, théâtre Mélo d'Amélie
- 2006 :  Amour et chipolatas de Jean-Luc Lemoine, mise en scène de Xavier Letourneur, théâtre Mélo d'Amélie
- 2006 : Mes meilleurs ennuis de Guillaume Mélanie, mise en scène de l’auteur
- 2007 :  Amour et chipolatas de Jean-Luc Lemoine, mise en scène de Xavier Letourneur, Comédie Bastille, théâtre Le Temple
- 2007 : Soixante degrés de Jean Franco et Jérôme Paza, mise en scène de Guillaume Mélanie et Méliane Marcaggi, Théâtre d'Edgar
- 2008 : Le Comique de Pierre Palmade, mise en scène Alex Lutz, théâtre Fontaine, tournée
- 2009 : Mission Florimont de Sacha Danino et Sébastien Azzopardi, mise en scène Sébastien Azzopardi, théâtre Tristan-Bernard
- 2010 : Tout le plaisir est pour nous ! de Ray Cooney et John Chapman, adaptation Sébastien Castro, mise en scène Rodolphe Sand, théâtre Rive Gauche, Palais des Glaces, tournée
- 2011 : Lady Oscar de Guillaume Mélanie, adaptation d'après Oscar de Claude Magnier, mise en scène Éric Civanyan, théâtre de la Renaissance
- 2012 : Une semaine... pas plus ! de Clément Michel, mise en scène Arthur Jugnot et David Roussel, théâtre de la Gaîté-Montparnasse
- 2012 : L'Étudiante et Monsieur Henri de Ivan Calbérac, mise en scène José Paul, Petit Théâtre de Paris
- 2013 : Une semaine... pas plus ! de Clément Michel, mise en scène Arthur Jugnot et David Roussel, tournée
- 2013 : Toutes mes condoléances de lui-même, mise en scène Emmanuelle Tachoires, Petit Palais des Glaces
- 2014 : Sébastien Castro vous présente ses condoléances de lui-même, mise en scène Emmanuelle Tachoires, Comédie de Paris
- 2015 : Tailleur pour dames de Georges Feydeau, mise en scène Agnès Boury, théâtre Montparnasse
- 2016 : Addition de Clément Michel, mise en scène David Roussel, théâtre de la Gaîté Montparnasse
- 2016 :  Moi, moi et François B. de Clément Gayet , mise en scène de Stéphane Hillel, théâtre Montparnasse
- 2017 : C'est encore mieux l'après-midi de Ray Cooney, adaptation Jean Poiret, mise en scène José Paul, Théâtre Hébertot, Théâtre des Nouveautés
- 2018 : Le Prénom de Matthieu Delaporte et Alexandre de la Patellière, mise en scène Bernard Murat, théâtre Édouard VII
- 2019 : C'est encore mieux l'après-midi de Ray Cooney, adaptation Jean Poiret, mise en scène José Paul, tournée
- 2019 : J'ai envie de toi de lui-même, mise en scène José Paul, Théâtre Fontaine
- 2022 : Une idée géniale de lui-même, mise en scène José Paul et Agnès Boury, Théâtre Michel
- 2023 : Le Vison voyageur de Ray Cooney et John Chapman, mise en scène Michel Fau, théâtre de la Michodière et France 2

### Metteur en scène
- 15 août sur palier de Jean Franco
- Folle Amanda de Barillet et Grédy, co-mise en scène avec Guillaume Bouchède
- Week-end en ascenseur de Jean-Christophe Barc

### Auteur / Adaptateur
- Une idée géniale de Sébastien Castro
- J'ai envie de toi de Sébastien Castro
- Tout le plaisir est pour nous de Ray Cooney et John Chapman, adaptation de Sébastien Castro
- Dolorès est une fille bourrées de contradictions de Sébastien Castro

## Filmographie

### Cinéma
- 2004 : La Première Fois que j'ai eu 20 ans de Lorraine Lévy : Appariteur lycée Hannah
- 2010 : Tout ce qui brille de Géraldine Nakache et Hervé Mimran : Le gérant cinéma
- 2011 : Le Marquis de Dominique Farrugia : le banquier
- 2011 : Et soudain, tout le monde me manque de Jennifer Devoldère : Bertrand
- 2012 : Il était une fois, une fois de Christian Merret-Palmair : Le sommelier
- 2013 : La Stratégie de la poussette de Clément Michel : Infirmier accueil
- 2013 : Turf de Fabien Onteniente : Vendeur pianos
- 2013 : Les Gamins de Anthony Marciano : Dédé
- 2014 : Amour sur place ou à emporter d’Amelle Chahbi : Jeff
- 2014 : Une heure de tranquillité de Patrice Leconte : Sébastien Leproux
- 2015 : Toute première fois de Noémie Saglio et Maxime Govare : Nounours
- 2015 : Les Gorilles de Tristan Aurouet : Garnier
- 2016 : Ils sont partout de Yvan Attal : Jean
- 2017 : Knock de Lorraine Lévy : L'instituteur Bernard
- 2019 : Holy Lands de Amanda Sthers
- 2020 : Belle Fille de Méliane Marcaggi : Commercial pompes funèbres
- 2021 : Un tour chez ma fille d'Eric Lavaine : Le thérapeute
- 2023 : Je ne suis pas un héros de Rudy Milstein : L'avocat

### Télévision
- Samantha, oups !, France 2
- Amour et chipolatas, France 4
- Made in Palmade (Pierre Palmade), France 3
- Les Fées cloches, TF1
- Nous ne sommes pas des saints de Nicolas Ragni, Comédie ! : Saint-Pierre
- 2008 : De sang et d'encre de Charlotte Brandström : Le représentant
- 2009 : Le Comique de Pierre Palmade
- 2009 : Scènes de ménages de Francis Duquet : Le médecin (un épisode)
- 2010 : Les Bougon, épisode Pompes funestes de Michel Hassan : Monsieur Bertaud
- 2010 : Le Grand Restaurant de Pierre Palmade, réalisation Gérard Pullicino : Sébastien - le maître d'hôtel
- 2010 : Un divorce de chien de Lorraine Lévy : Avocat Lou
- 2011 : Le Grand Restaurant II de Gérard Pullicino : Le maître d'hôtel délateur
- 2012 : Une semaine pas plus de Clément Michel
- 2012 : L'Étudiante et Monsieur Henri de Ivan Calbérac, mise en scène José Paul
- 2012-2018 : En famille : Le vétérinaire de Pupuce
- 2013 : Fais pas ci, fais pas ça
- 2015 : Peplum : L'ingénieur aqueduc
- 2015 : La Petite Histoire de France (série W9) : abbé Martin
- 2016 : Les Beaux Malaises d'Éric Lavaine
- 2016 : Ravis de la crèche
- 2016 :  Moi, moi et François B. de Clément Gayet , mise en scène de Stéphane Hillel
- 2017 : C'est encore mieux l'après-midi de Ray Cooney, adaptation Jean Poiret, mise en scène José Paul
- 2018 : Qu'est-ce qu'on attend pour être heureux ? d'Anne Giafferi et Marie-Hélène Copti (série)
- 2019 : J'ai envie de toi de lui-même, mise en scène José Paul
- 2023 : Le Vison voyageur de Ray Cooney et John Chapman, mise en scène Michel Fau, France 2

### Publicité
- 2019 : La Banque Postale (voix)